# (38821) Linchinghsia
(38821) Linchinghsia est un astéroïde de la ceinture principale.

## Description
(38821) Linchinghsia est un astéroïde de la ceinture principale. Il fut découvert le 9 septembre 2000 à l'observatoire Desert Beaver par William Kwong Yu Yeung. Il présente une orbite caractérisée par un demi-grand axe de 2,29 UA, une excentricité de 0,16 et une inclinaison de 3,0° par rapport à l'écliptique.

## Compléments